# Táhirih

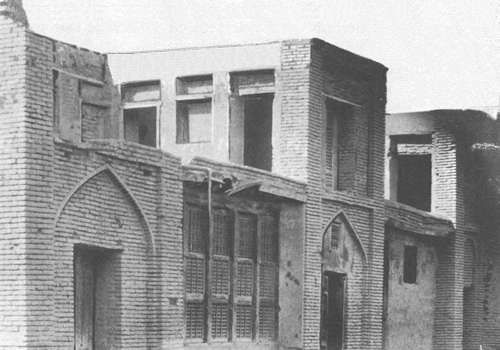
Huis van Táhirih in Qazvin

Táhirih (Arabisch: طاهره "De Zuivere") of Qurratu'l-`Ayn (Arabisch: قرة العين Het "Comfort van de Ogen") zijn beide titels van Fátimih Baraghání (geb. 1814-1820, d. 1852), een invloedrijke dichteres en theologe van het Bábí-geloof in Iran. Als prominente Bábí wordt zij hoog gewaardeerd door Bahá'ís en zij wordt in de Bahá'í-literatuur vaak vermeld als voorbeeld voor haar moed in de strijd voor de rechten van vrouwen. Haar geboortedatum is onzeker, aangezien haar geboortebewijs bij haar executie werd vernietigd.

## Achtergrond
Táhirih, de dochter van Mulla Muhammad Salih Baraghani, een moellah, groeide op in Qazvin (nabij Teheran), waar zij haar neef Muhammad ibn Muhammad Taqi op de leeftijd van dertien (?) huwde. Zij kreeg godsdienstig onderwijs van haar vader en begon een correspondentie met leiders van de Shaykhísme die in de Shi'ah-heiligdomsteden in Irak bloeide. Uiteindelijk reisde zij daar zelf heen.
Zij is ook bekend in het kader van de godsdienstige titel "Qurratu'l-`Ayn", aan haar gegeven door de tweede Shaykhi-leider, Sayyid Kazim Rashti. Na zijn dood in 1844, vond zij door correspondentie, 'Ali Muhammad van Shiraz (bekend als de Báb) en accepteerde hem als de beloofde Mahdi. Zij was de zeventiende discipel of "Letter van de Levende" van de Báb en de enige vrouw in die groep. In tegenstelling tot de andere Letters van de Levende, ontmoette Táhirih nooit de Báb.

## Als Bábí
In Karbala, Irak begon Táhirih haar nieuwe geloof te onderwijzen. Nadat enkele Sjii-geestelijken klaagden, bracht de overheid haar over naar Bagdad. Daar begon zij openbare verklaringen te geven over het nieuwe geloof, de geestelijken uit te dagen en met hen te debatteren. De autoriteiten besloten haar daarom uit te zetten naar Iran.
Bij terugkeer in Qazvin scheidde zij informeel van haar echtgenoot, wiens familie vijandig was tegenover de Báb en zijn leringen, evenals haar vier kinderen.

### De conferentie van Badasht
Na de arrestatie van de Báb in 1848, woonde Táhirih een conferentie van Bábí-leiders in Badasht bij. In de loop van deze conferentie verscheen zij in het openbaar zonder haar sluier, waarmee de Islamitische Sharia-wet werd afgeschaft en door Bábí-wet werd vervangen. Het was tijdens deze conferentie dat zij van Bahá'u'lláh de titel Táhirih ("Zuivere") kreeg.

## Dood

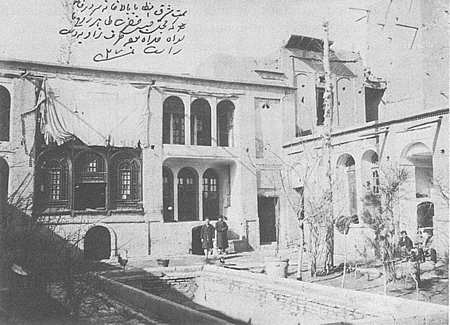
Gevangenis van Táhirih in Teheran

Een van haar opmerkelijkste citaten zijn haar laatste woorden: "U kunt mijn leven beëindigen wanneer u maar wilt, maar u kunt de emancipatie van vrouwen niet tegenhouden." In 1852 werd zij in een tuin door een dronken overheidsfunctionaris met haar eigen sluier gewurgd. Haar lichaam werd in een put geworpen.